# Titus Verginius Tricostus Caeliomontanus (consul en -448)
Pour les articles homonymes, voir Verginius Tricostus.
Titus Verginius Tricostus Caeliomontanus est un homme politique romain du Ve siècle av. J.-C., consul en 448 av. J.-C.

## Famille
Il est membre de la branche des Verginii Tricosti de la gens Verginia. Il pourrait être le fils d'Aulus Verginius Tricostus Caeliomontanus, consul en 469 av. J.-C., ou de Spurius Verginius Tricostus Caeliomontanus, consul en 456 av. J.-C., ces derniers étant frères.

## Biographie
En 448 av. J.-C., il est consul avec Spurius Herminius Coritinesanus,. Tous deux sont des patriciens modérés, qui maintiennent la paix intérieure avec les plébéiens après la crise politique des décemvirs, et n'ont pas à mener de guerre extérieure,.
C'est durant son consulat que le tribun de la plèbe Lucius Trebonius Asper propose au vote la Lex Trebonia qui prévoit que les élections des tribuns doivent se poursuivre jusqu'à l'élection du collège au complet,.

### Auteurs antiques
- Tite-Live, Histoire romaine, Livre III, 65 sur le site de l'Université de Louvain
- Diodore de Sicile, Histoire universelle, Livre XII, 11 sur le site de Philippe Remacle
- (en) Denys d'Halicarnasse, Antiquités romaines, Livre XI, 45-63 sur le site LacusCurtius

### Auteurs modernes
- (en) T. Robert S. Broughton, The Magistrates of the Roman Republic : Volume I, 509 B.C. - 100 B.C., New York, The American Philological Association, coll. « Philological Monographs, number XV, volume I », 1951, 578 p.